# Ernst Herlin
Ernst Fredrik Herlin, född 19 november 1885 i Stockholm, död 12 juni 1964 i Djursholm, var en svensk pedagog och kommunalman.
Ernst Herlin var son till fabrikören Viktor Herlin och halvbror till Clas Herlin. Han avlade mogenhetsexamen i Stockholm 1904 och studerade därefter vid Stockholms högskola där han avlade filosofie magisterexamen 1909, filosofie licentiatexamen 1919 och samma år filosofie doktorsexamen. 1908–1914 undervisade han vid olika skolor i Stockholm. Han blev lektor i fysik och matematik vid Djursholms samskola 1914 och rektor där 1936. Herlin verkade inom folkbildningen som föreläsare, huvudsakligen i Stockholm, och var 1923–1932 ordförande i Djursholms folkbildningsförening och var från 1931 ordförande i styrelsen för Djursholms stadsbibliotek, och dessutom bland annat från 1937 ordförande i Samfundet Djursholms forntid och framtid. Som högerman blev han stadsfullmäktig i Djursholm 1926, var fullmäktiges ordförande 1931–1922 samt återinträdde som sådan 1936, tillhörde Djursholms drätselkammare 1927–1931 och 1933–1936, sistnämnda period som ordförande och var vid samma tid VD för Djursholms AB. Herlin utgav ett stort antal vetenskapliga, populärvetenskapliga och pedagogiska skrifter och uppsatser.